# دروغ گفتنت را دوست دارم (قسمت دوم)
«دروغ گفتنت را دوست دارم (قسمت دوم)» (به انگلیسی: Love the Way You Lie Part II) ترانه‌ای اجراشده توسط خواننده باربادوسی ریانا است که در پنجمین آلبوم استودیویی وی به نام بلند (۲۰۱۰) قرار دارد. در این ترانه امینم، رپر آمریکایی نیز حضور دارد که ترانه را همراه اسکایلر گری و آلکس دا کید نوشته است. این ترانه به صورت دنبالهٔ ترانهٔ «دروغ گفتنت را دوست دارم» اجرا شده و به شکل پاسخ به این ترانه است. ترانه نظرات مثبتی از منتقدان موسیقی دریافت کرد و در ۲۱ نوامبر ۲۰۱۰ در جوایز موسیقی آمریکا ۲۰۱۰ درکنار «نام من چیست؟» و «تنها دختر (در دنیا)» اجرا شد.
شعر این آهنگ را الکساندر گرنت، هالی هافرمن و مارشال مترز نوشته‌اند. این ترانه در سال ۲۰۱۰ در استودیو «وست‌لیک» کالیفرنیا و استودیو «افیگای» میشیگان توسط آلکس دا کید ضبط شده‌است. موفقیت این قطعه در حدی بود که در کنار ترانه‌هایی چون «محو»، «مردان بارانی» و «اس و ام» در برخی جدول‌های مطرح موسیقی قرار گرفت.

## زمینه

### نسخه اصلی
«دروغ گفتنت را دوست دارم» ترانه شماره ۱۵ آلبوم ریکاوری امینم بود که پس از انتشار در تاریخ ۸ ژوئن ۲۰۱۰ با موفقیت فوق‌العاده‌ای روبرو شده و به مدت ۷ هفته متوالی در جدول موسیقی ایالات متحده آمریکا در رتبه ۱ قرار داشت. این ترانه نامزد دریافت ۵ جایزه گرمی شده و همچنین نماهنگ این ترانه با ۶٫۶ میلیون بازدیدکننده در روز نخست یک رکورد تاریخی در وبگاه یوتیوب به جا گذاشت. این ترانه موفق به دریافت جایزه بهترین ترانه رپ از مراسم جایزه موسیقی بیلبورد شد.

### قسمت دوم
پس از انتشار و موفقیت تجاری ترانه «دروغ گفتنت را دوست دارم» در سال ۲۰۱۰ و برنده شدن جوایزی همچون جوایز برگزیده نوجوانان، جایزه برگزیده مردم و جایزه موسیقی بیلبورد و همچنین کسب رتبه تک رقمی در تمامی جدول‌های هفتگی موسیقی جهان، امینم تصمیم به ساخت نسخه جایگزین گرفت اما با این تفاوت که ریانا در این ترانه نقش خواننده اصلی را بر عهده داشت و بر خلاف ترانه پیشین این ترانه از دیدگاه یک زن بیان می‌شد. ریانا در مصاحبه‌ای با ام‌تی‌وی گفت که با ساختن قسمت دوم «دروغ گفتنت را دوست دارم» مخالف بود زیرا احساس می‌کرد نباید «ترانه اصلی آسیب ببیند». هردو ترانه «دروغ گفتنت را دوست دارم» و «دروغ گفتنت را دوست دارم (قسمت دوم)» در واقع در هنگام ضبط نسخه دمو در پاییز ۲۰۰۹ نوشته و ضبط شده‌اند. اسکایلر گری، نویسنده دمو ترانه در مصاحبه‌ای با وبگاه پاپ‌ایتر پیرامون چگونگی قرار گرفتن این آهنگ در آلبوم بلند گفت:

هنگامی که ریانا و تیم او این دمو را شنیدند به سرعت به آن علاقه‌مند شده و گفتند:
«آه ما این را برای آلبوم ریانا می‌خواهیم و تو فرصت داری برای اتخاذ تصمیم دربارهٔ اینکه اجازه استفاده بدهی یا خیر فکر کنی»
اما من همان‌جا اجازه دادم و این ترانه نیز فراتر از انتظار در آلبوم ریانا ظاهر شد.

دمو این آهنگ در تاریخ ۱۷ ژانویه ۲۰۱۲ با حضور گری در جلسات «مراسم خاکسپاری اسکایلر گری» پخش شد.

### موضوع
این ترانه به صورت دنبالهٔ ترانه «دروغ گفتنت را دوست دارم» نوشته شده‌است. عشق جنون‌آمیزی که در نسخه اولیه در قالب آلترناتیو رپ از زبان امینم روایت می‌شد این بار با ریتمی ملو و آرام در قالب ریتم و بلوز از زبان ریانا گفته می‌شود. بر خلاف ترانه اول که با لحنی عصبی و خشن بیان می‌شد در این نسخه شیوه بیان خواننده آرام و زجرآلود است به گونه‌ای که احساس پشیمانی و شکست را به شنونده القا کند.

## ضبط و آهنگ‌سازی
ترانه «دروغ گفتنت را دوست دارم (قسمت دوم)» توسط الکساندر گرانت، هالی هافرمن و مارشال مترز نوشته شده و تهیه‌کننده آن آلکس دا کید بوده‌است. ضربآهنگ ترانه «دروغ گفتنت را دوست دارم (قسمت دوم)» میان تندا است، که شامل ژانرهای موسیقی ریتم و بلوز و هیپ هاپ می‌شود. ریتم این ترانه ۴/۴ با سرعت متوسط ۸۹ ضربه (بیت) در دقیقه است و در کلید سُل مینور نوشته شده‌است. همچنین محدودهٔ آوازی ریانا در این ترانه بین نت پایین F3 تا نت بالای D5 است.

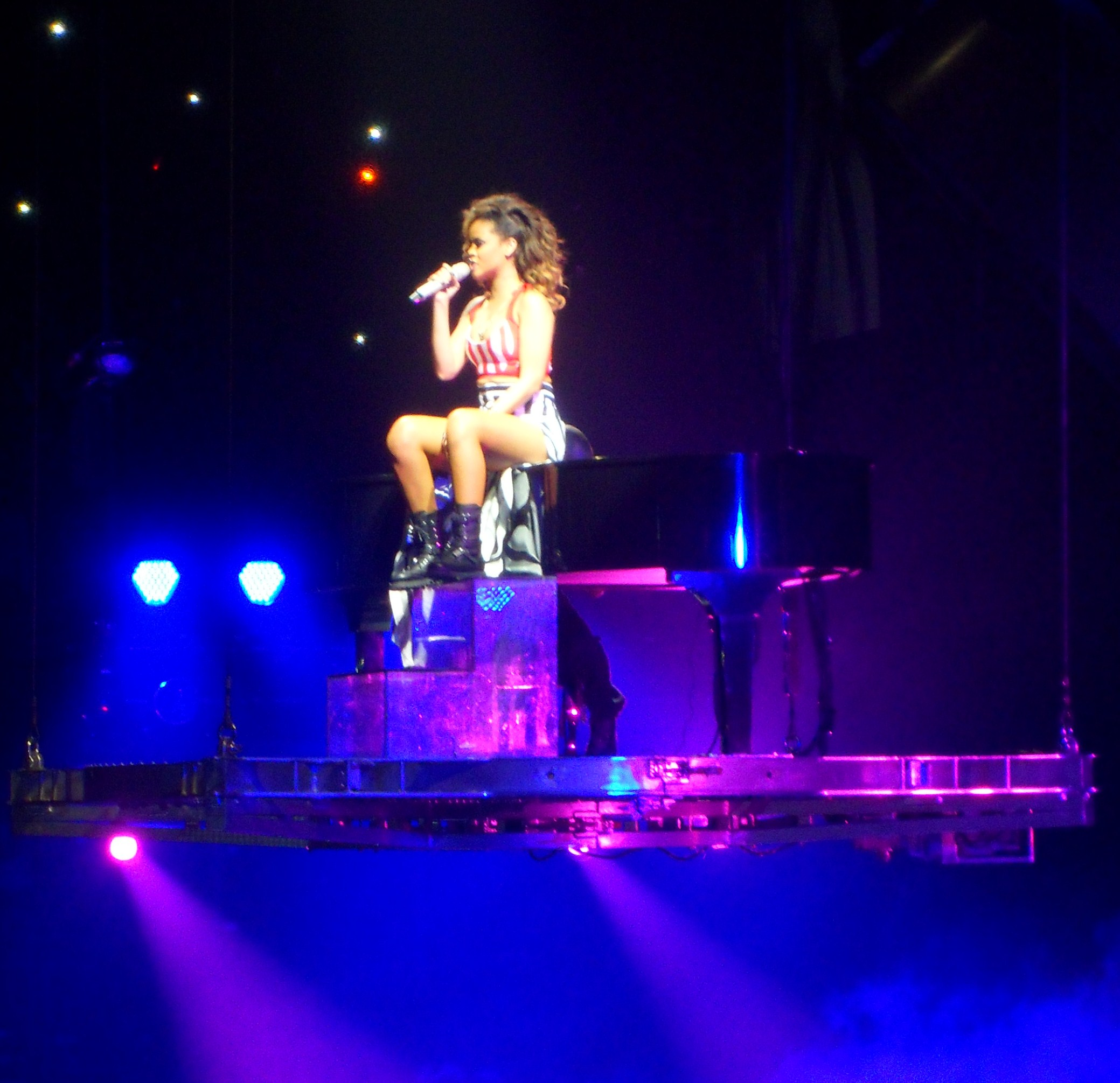
ریانا در حال اجرای زنده ترانه «دروغ گفتنت را دوست دارم» (قسمت دوم) در تور بلند در بیرمنگام انگلستان

## انتشار و نقدهای دریافتی
عملکرد این ترانه به گونه‌ای بود که توانست در در کنار ترانه‌هایی چون «محو»، «مرد بارانی» و «اس و ام» در برخی جدول‌های مطرح موسیقی قرار بگیرد. در تاریخ ۲۱ نوامبر ۲۰۱۰ این ترانه برای اولین‌بار در مراسم جایزه موسیقی آمریکا ۲۰۱۰ به صورت ترکیب‌شده با ترانه‌های «نام من چیست؟» و «تنها دختر (در دنیا)» به اجرا درآمد. عملکرد نسخه‌های آگوستیک این ترانه پس از گذر در میان آهنگ‌های دیگری همچون «نام من چیست؟» و «تنها دختر (در دنیا)» مورد توجه قرار گرفت. نظر استیو جونز از یواس‌ای تودی در بازبینی ترکیب این ترانه این بوده‌است که «امینم دروغ گفتنت را دوست دارم (قسمت دوم) را همچون نقشی بر سنگی قیمتی حک کرد اما در واقع به چیز اضافه‌ای نسبت به آن چیزی که در قسمت اول ترانه در آلبوم ریکاوری گفته بود اشاره نکرد.» جیمز اسکینر از بی‌بی‌سی آنلاین این ترانه را بهتر از نسخه اولیه توصیف کرده و احساس واقع‌گرایانه خوانندگان در ترانه را عامل اصلی موفقیتش خواند.

## جدول‌های فروش موسیقی
هیچ‌یک از دو نسخه اصلی و پیانو «دروغ گفتنت را دوست دارم (قسمت دوم)» برای فروش جداگانه در فروشگاه‌های آی‌تیونز در دسترس نیست و متقاضی باید آلبوم بلند را خریداری کند. با این‌حال، این آهنگ به‌طور جداگانه و به عنوان بخشی از نسخه کامل آلبوم قابل خریداری است.
«دروغ گفتنت را دوست دارم (قسمت دوم)» در پایان دسامبر ۲۰۱۰ با رتبهٔ ۱۹ وارد جدول ۱۰۰ آهنگ داغ کانادا شد و به مدت ۹ هفته در آن فهرست باقی‌ماند. عملکرد این ترانه به گونه‌ای بود که توانست در رتبه ۱۶۰ جدول تک‌آهنگ‌های بریتانیا و در کنار ترانه‌هایی چون «محو»، «مرد بارانی» و «اس و ام» قرار بگیرد. این ترانه در هفته بیست و پجم سال ۲۰۱۱، موفق شد به رتبه ۲۴ جدول انجمن صنفی گرامافون پرتغال برسد و ۴۸ هفته در این جایگاه باقی بماند. در کره جنوبی، این ترانه با قرار گرفتن در مکان ۴ جدول بین‌المللی کره جنوبی به بالاترین رتبه خود رسید.
موقعیت در جدول
| سال     | چارت موسیقی (۲۰۱۰–۲۰۱۱)              | بهترین رتبه |
| ------- | ------------------------------------ | ----------- |
| ۲۰۱۰–۱۱ | کانادا -۱۰۰ آهنگ داغ کانادا          | ۱۹          |
| ۲۰۱۰–۱۱ | پرتغال - انجمن صنفی گرامافون پرتغال  | ۱۶          |
| ۲۰۱۰–۱۱ | کره جنوبی - جدول بین‌المللی کره جنوبی | ۴           |
| ۲۰۱۰–۱۱ | بریتانیا - جدول تک‌آهنگ‌های بریتانیا.  | ۱۶۰         |

## سازندگان
- ریانا - خواننده اصلی
- امینم - خواننده و آهنگساز
- آلکس دا کید - تهیه‌کننده موسیقی
- اسکایلر گری - میکس و مسترینگ
- کوک هارل - تولید و ضبط صوتی